# Cour administrative d'appel de Douai

Carte des ressorts des Cours administratives d'appel (CAA de Douai en lavande) ; ceux des tribunaux administratifs (TA), interdépartementaux en France métropolitaine, sont délimités par les lignes en gras.

La cour administrative d'appel de Douai est la juridiction d'appel française des décisions rendues par les tribunaux administratifs de Rouen, Lille et Amiens. Elle a été créée le 1er septembre 1999, conformément aux dispositions de la loi du 6 janvier 1995. Auparavant, les tribunaux ci-dessus dépendaient en appel de la cour administrative d'appel de Nancy, sauf Rouen, qui dépendait de la cour administrative d'appel de Nantes.
La cour est composée de 21 magistrats, siégeant au sein de quatre chambres, ainsi que 25 agents de greffe. En moyenne, elle juge chaque année environ 2 800 affaires.
Elle est installée dans l'hôtel d'Aoust.

## Présidents
La cour administrative d'appel de Douai est présidée par Geneviève Verley-Cheynel depuis le 1er octobre 2024.
| Nom                      | Date et décret de nomination | Date et décret de nomination |
| ------------------------ | ---------------------------- | ---------------------------- |
| Serge Daël               | 2 juin 1999                  | [ JORF 1 ]                   |
| André Schilte            | 20 septembre 2007            | [ JORF 2 ]                   |
| Bernard Foucher          | 4 mars 2010                  | [ JORF 3 ]                   |
| Lucienne Erstein         | 14 mars 2013                 | [ JORF 4 ]                   |
| Étienne Quencez          | 4 janvier 2016               | [ JORF 5 ]                   |
| Jean-François Moutte     | 17 juillet 2019              | [ JORF 6 ]                   |
| Nathalie Massias         | 17 novembre 2021             | [ JORF 7 ]                   |
| Geneviève Verley-Cheynel | 26 juin 2024                 | [ JORF 8 ]                   |